# World Coming Down
World Coming Down es el quinto álbum de la banda estadounidense Type O Negative (el cuarto de estudio), editado en 1999 por Roadrunner Records. El disco mantiene la misma alineación del álbum anterior, es decir, Peter Steele, Kenny Hickey, Josh Silver y Johnny Kelly, e incluye como último track un medley en el que la banda recrea canciones de The Beatles («Day Tripper», «If I Needed Someone» y «I Want You (She's So Heavy)»).
Fue considerado por la crítica como el álbum más oscuro de la banda hasta la fecha, y supuso la recuperación del sonido más básico de sus inicios. Los propios miembros del grupo declararon que, en oposición a su álbum anterior de 1996 October Rust, para este nuevo trabajo habían grabado canciones más duras y simples. El cantante y bajista Peter Steele también admitió que, con una producción menos elaborada, querían volver a sonar como un cuarteto de rock y poder reproducir el mismo sonido del disco en sus conciertos en directo.

## Lista de canciones
1. «Skip It» – 0:11
2. «White Slavery» – 8:21
3. «Sinus» – 0:53
4. «Everyone I Love Is Dead» – 6:11
5. «Who Will Save the Sane?» – 6:41
6. «Liver» – 1:42
7. «World Coming Down» – 11:10
8. «Creepy Green Light» – 6:56
9. «Everything Dies» – 7:43
10. «Lung» – 1:36
11. «Pyretta Blaze» – 6:57
12. «All Hallows Eve» – 8:35

### Medley
1. «Day Tripper»
2. «If I Needed Someone»
3. «Day Tripper (Revisited)»
4. «I Want You (She's So Heavy)»

## Legado
Pyretta Blaze es el título de una novela del escritor colombiano Ricardo Abdahllah, inspirada en la canción del mismo título y publicada en el 2013.